# Síndrome HERNS
El síndrome HERNS es una enfermedad de origen genético, hereditaria según un patrón autosómico dominante. Está provocada por una mutación localizada en el gen TREX1 (three prime repair exonuclease 1) localizado en el cromosoma 3 humano (3p21). El nombre de la afección es un acrónimo formado por las iniciales en inglés de sus principales características: Hereditary Endotheliopathy with Retinopathy, Nephropathy and Stroke (endoteliopatía hereditaria con retinopatía, nefropatía y accidente cerebrovascular). Este trastorno se considera una variante de la vasculopatía retiniana con leucodistrofia cerebral, incluida dentro de las leucodistrofias.

## Síntomas
Las manifestaciones iniciales consisten en pérdida de agudeza visual y alteración de la función renal. A partir de los 30 o 40 años comienzan los síntomas neurológicos que incluyen disartria (dificultad para hablar), dolor de cabeza similar al de la migraña, alteraciones siquiátricas, parálisis y apraxia. Debido a la herencia dominante es habitual encontrar casos familiares en distintas generaciones.